# فأر الخلد ماشونا
فأر الخلد ماشونا (الاسم العلمي: Fukomys darlingi). نوع من القوارض من فصيلة العرميات. يوجد في موزمبيق وزيمبابوي. موائلها الطبيعية هي الشجيرات الجافة المدارية أو الاستوائية، الأراضي العشبية الجافة المنخفضة المدارية أو شبه المدارية، والكهوف.